# Râul Valea Janului
Râul Valea Janului este un curs de apă, afluent al râului Daia. 